# 윤영 (1955년)
윤영(尹英, 1955년 4월 3일~)은 대한민국의 정치인이다. 제18대 국회의원이다.

## 학력
- 장목중학교 졸업
- ~1976년: 부산고등학교 졸업
- ~1981년: 부산대학교 정치외교학 학사
- ~1988년: 서울대학교 대학원 행정학 석사 수료
- ~1992년: 버밍엄 대학교 대학원 국제정치학 석사

## 경력
- 1982 제26회 행정고등고시 합격
- 1983~1986 조달청 근무
- 1987~1994 경상남도청 기획계장
- 1995~1998 경남도청 법무담당관, 통산진흥과장, 행정과장
- 1998. 7.~1999. 7. 경남 합천군 부군수
- 1999. 7.~2000. 12. 경남 진해 부시장
- 2000. 12.~2002. 2. 경상남도 지방공무원교육원 원장
- 2002. 2.~2003. 1. 경상남도청 경제통상국 국장
- 2003. 1.~2003. 3. 경상남도 거제시 부시장
- 한나라당 입당
- 2008. 4.~2008. 6. 한나라당 민생대책특별위원회 규제개혁분과위원회 위원
- 2008. 5.~2012. 5. 제18대 국회의원
- 18대 국회 국토해양위원회·농림수산식품위원회·예산결산특별위원회·세계박람회지원특별위원회 위원
- 2008. 6.~2012. 2. 한나라당 경남도당 수석부위원장
- 2008. 7.~2012. 2. 한나라당 재해대책위원회 부위원장
- 2009. 8.~ 광운대학교 건설법무대학원 겸임교수
- 2009. 9.~2012. 2. 한나라당 특보단
- 2011. 5.~2012. 2. 한나라당 원내부대표
- 2012. 2. 새누리당 원내부대표

## 역대 선거 결과
|  | 27.2% |

|  | 38.63% |

|  | 15.37% |